# Повстанческий анархизм
Повстанческий анархизм (мятежный анархизм, анархо-инсуррекционизм, часто упоминается просто как инсуррекционизм) — революционная форма анархизма, которая выделяет мятежи и восстания как основу революционной практики, и связываемая с именами Альфредо Бонанно и Ферала Фавна. Для повстанческого анархизма также характерно критическое отношение к формальным организациям, таким как профсоюзы или федерации — вместо этого активисты предпочитают неформальную организацию, основанную на небольших группах по интересам. Анархисты-мятежники придерживаются тактики «прямого действия», обостряют классовые противоречия, привлекая к ним внимание общественности, и принципиально не вступают в переговоры с властями. Существуют два направления повстанческого анархизма:
- полностью военизированные группировки, ведущие фактически войну против определённых врагов (например, «Анархическая борьба» в Сирии, «Антагонические ядра нового городского партизанского движения» в Чили и «Заговор огненных ячеек» в Греции);
- анархические объединения активистов-вандалов, ведущие борьбу против несправедливости в правительстве своих стран (например, «Чёрный блок»)[2].